# Anna Slotky
Anna Slotky, född 30 juni 1981 i Buffalo Grove i Illinois, är en amerikansk jurist och tidigare barnskådespelare, kanske mest känd för sin roll Ruth Ann i sitcom-serien The Torkelsons/Almost Home (1991–1992). Hon hade också en biroll som ett av barnen i Ensam hemma (1990) och i uppföljaren Ensam hemma 2 – vilse i New York (1992).